# Consiglio dei Dieci

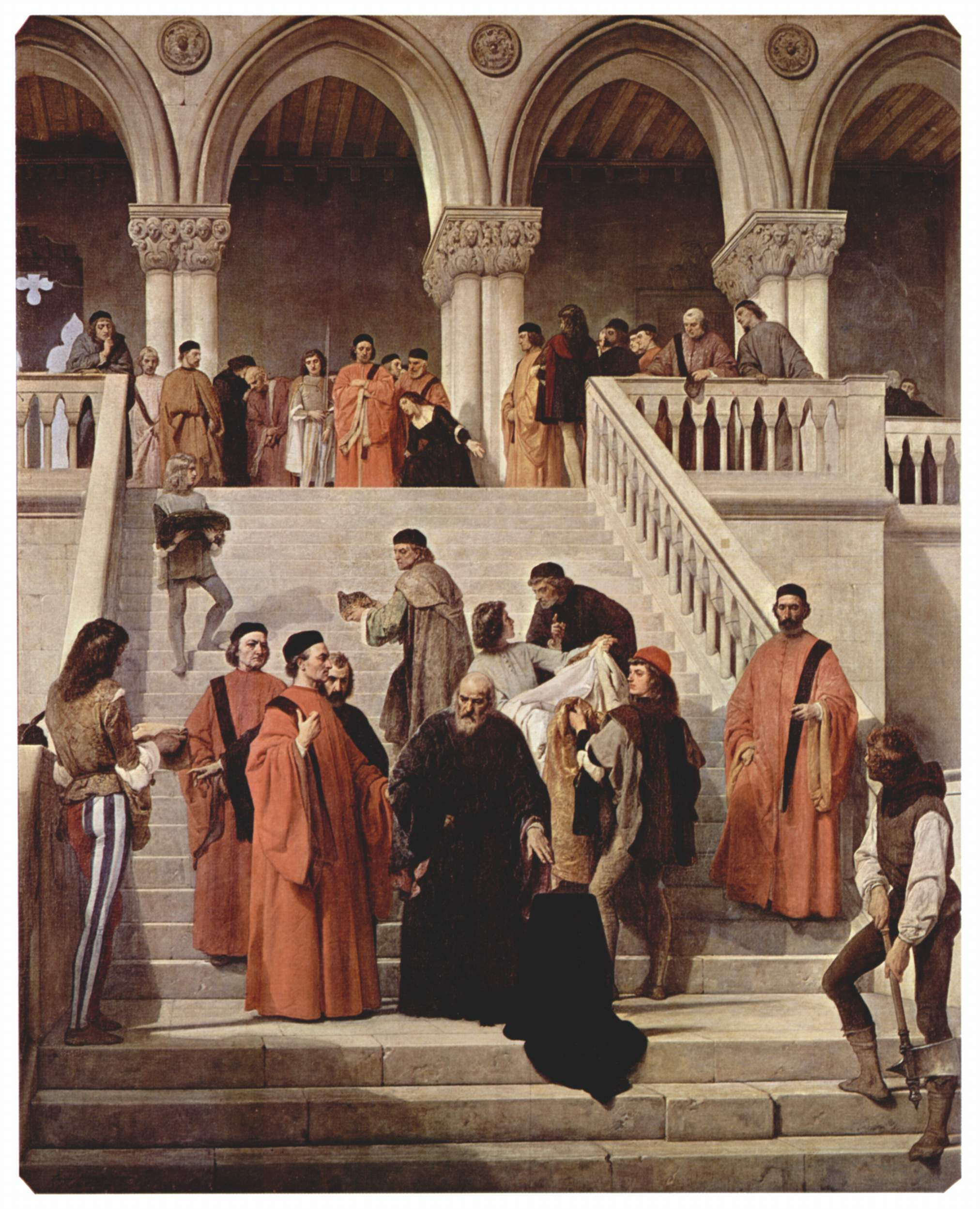
I Dieci (in toga rossa e fascia nera) assistono alla decapitazione di Marino Faliero (al centro, vestito di nero) in un dipinto di Francesco Hayez.

Bocca di Leone per le denunce segrete.

Il Consiglio dei Dieci (altrimenti noto come Consiglio dei X o semplicemente come i Dieci) fu uno dei massimi organi di governo della Repubblica di Venezia dal 1310 fino alla sua caduta, avvenuta nel 1797. Formato da dieci membri, veniva eletto ogni anno dal Maggior Consiglio per sorvegliare sulla sicurezza della Repubblica.

## Storia
Il Consiglio dei X venne istituito per la prima volta il 10 luglio 1310, sotto il dogado di Pietro Gradenigo, come commissione straordinaria e temporanea (la durata era infatti fissata ad un anno) in reazione alla fallita congiura del Tiepolo, nella quale i membri di alcune delle più eminenti ed antiche famiglie patrizie avevano tentato il rovesciamento del sistema oligarchico, recentemente instaurato.
Di fronte al rischio corso - la congiura era stata infatti sventata solo all'ultimo - ai Dieci vennero affidati poteri speciali per perseguire i congiurati, reprimere ulteriori focolai di insurrezione e ristabilire la sicurezza dello Stato.
La perdurante minaccia costituita dai fuoriusciti, tra cui gli stessi capi della rivolta, portò nei diciotto anni successivi a continui rinnovi del Consiglio, fino a quando nel 1328, con la scoperta di una nuova congiura, venne ordinata l'eliminazione con ogni mezzo di Bajamonte Tiepolo, del quale si persero le tracce.
Divenuto strumento del consolidamento dell'oligarchia, l'istituzione straordinaria continuò ad essere riconfermata sino a trasformarsi, il 20 luglio 1335, in un organo stabile della Repubblica.
Nel 1355 i Dieci sventarono una nuova congiura, questa volta ordita dallo stesso Doge, Marin Falier, intenzionato a creare una Signoria ereditaria su modello continentale: i congiurati furono giustiziati e il doge in persona fu decapitato dove fu costruita, successivamente, la Scala dei Giganti, e dove, come i suoi predecessori e successori, era stato incoronato.
Divenuto sempre più potente, nel 1457 il Consiglio dei Dieci arrivò persino a destituire il vecchio Doge Francesco Foscari a causa di contrasti tra le fazioni nobiliari, obbligandolo a deporre il corno ducale. Nel 1462 lo stesso Consiglio prese sotto il proprio controllo la Cancelleria ducale e la Cancelleria segreta.
Nel 1468, il Maggior Consiglio discusse l'opportunità di limitare le funzioni del Consiglio dei Dieci o di abrogarne la carica. Dopo lunghe discussioni, però, la massima assemblea confermò l'esistenza del consiglio limitandone i poteri alle sole questioni d'emergenza.
Di fronte ad una nuova situazione emergenziale, però, costituita dalle trame dell'ambasciatore di Francia che avevano portato alla fuga di notizie segrete e militari in favore dei Turchi con disastrose conseguenze, nel 1539 si istituì una commissione ristretta all'interno dei Dieci: i Tre Inquisitori di Stato, un tribunale segreto che doveva coadiuvarne l'attività di repressione delle minacce contro il Segreto di Stato.

## Funzioni
Il Consiglio doveva il suo nome ai dieci membri titolari eletti dal Maggior Consiglio, cui si aggiungevano il Doge ed i suoi sei Consiglieri Ducali, che presiedevano la ristretta assemblea (tale presidenza non era tuttavia necessaria all'operato del Consiglio). I membri del Consiglio non potevano essere eletti per due volte consecutivamente e non potevano sedervi contemporaneamente due membri della stessa famiglia. Pare che tali elezioni avessero luogo senza grandi intrighi, perché la breve durata e la posteriore responsabilità dell'ufficio non lo rendevano molto desiderato.
La funzione cardine del Consiglio era di vigilare su, e reprimere, qualunque minaccia alla sicurezza dello Stato veneziano. Nel corso degli anni e conseguentemente alla crescita del potere del Consiglio stesso, si aggiunsero delle funzioni di sorveglianza sulle questioni finanziarie, sul comando dell'Armata e sul clero secolare.
Il compito di guidare le attività del Consiglio, sovrintendere alle attività di polizia ed istruire le cause era affidato ai Tre Capi del Consiglio dei Dieci. Essi erano scelti a turno tra i dieci membri titolari e duravano in carica - scaglionati tra loro - un mese, durante il quale era fatto loro divieto di uscire liberamente da Palazzo Ducale, di passeggiare per le calli della città e di fare vita mondana.

Le indagini erano condotte sulla base delle informazioni fornite dai Capi di Sestiere, dagli informatori (o Spioni) del Consiglio stesso e dalle Denunce Segrete raccolte nelle Boche delle Denuntie o Boche de Leon disseminate per la città e all'interno dello stesso Palazzo Ducale. Le denunce anonime erano verificate con cura particolare prima di istruire un processo: era necessario un voto con maggioranza di quattro quinti per le denunce firmate e di cinque sesti per quelle anonime.

Il giudizio dei Dieci era inappellabile e il Consiglio disponeva di un illimitato potere di vita e di morte. Dal dibattimento era escluso chiunque, compreso l'imputato stesso, e la discussione avveniva sulla sola base della documentazione raccolta.

Nel caso in cui il verdetto emesso prevedesse una condanna capitale - cosa peraltro relativamente poco frequente - l'esecuzione era rapida e segreta, tramite decapitazione, impiccagione o annegamento notturno nelle acque della laguna. Le condanne più frequenti riguardavano comunque il bando o la relegazione, ovvero il confino. Tuttavia, la garanzia più importante per gli imputati era la presenza, in aggiunta ai diciassette membri usuali, di almeno un avogador de Comùn, magistrato che godeva della prerogativa di intromettere, ovvero sospendere o impugnare i processi dei Dieci. Questo per ridimensionare la "leggenda nera" intorno al Consiglio dei Dieci, alimentata, secondo lo storico Alvise Zorzi, da molta letteratura influenzata dall'Illuminismo negli anni precedenti la fine della Repubblica.
Tra i membri dei Dieci erano scelti poi i Tre Inquisitori di Stato, preposti alla difesa del Segreto di Stato.
I Dieci si distinguevano dai comuni senatori per il fatto di indossare un basso cappello nero ed una fascia nera sulla toga rossa.